# ماتياس يوهان أيسن
ماتياس يوهان أيسن (بالإستونية: Matthias Johann Eisen)‏ هو أستاذ جامعي وكاتب إستوني، ولد في 28 سبتمبر 1857 في دائرة فيغالا في إستونيا، وتوفي في 6 أغسطس 1934 في تارتو في إستونيا.